# 4643 Cisneros
4643 Cisneros este un asteroid din centura principală, descoperit pe 23 august 1990 de Henry Holt.